# Диурбель (область)
Диурбе́ль (фр. Diourbel) — область в Сенегале. Административный центр — город Диурбель. Площадь — 4 359 км², население — 1 421 500 человек (2010 год).

## География
На западе граничит с областью Тиес, на севере с областью Луга, на востоке с областью Кафрин, на юге с областью Фатик.
На севере области, в департаменте Мбаке, находится город Туба — важный исламский суфийский центр.

## Административное деление
Административно область подразделяется на 3 департамента:

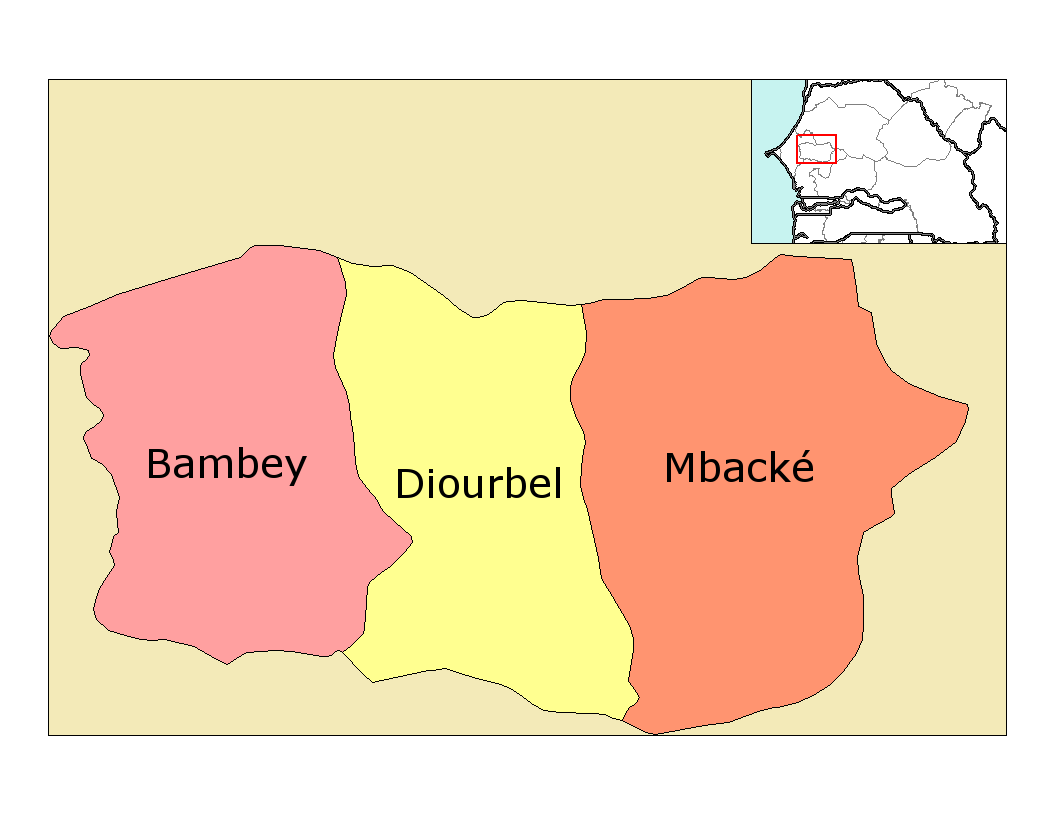
Департаменты области

- Бамбе
- Диурбель
- Мбаке